# Monstrotanais mirabilichelis
Monstrotanais mirabilichelis är en kräftdjursart som beskrevs av Rosalia Konstantinovna Kudinova-Pasternak 1981. Monstrotanais mirabilichelis ingår i släktet Monstrotanais, överfamiljen Paratanaoidea, ordningen tanaider, klassen storkräftor, fylumet leddjur och riket djur. Inga underarter finns listade i Catalogue of Life.